# Жуффруа, Франсуа
Франсуа Жуффруа (фр. François Jouffroy; 1 февраля 1806, Дижон — 25 июня 1882, Лаваль, департамент Майен) — французский скульптор. Автор многих скульптур парижских зданий в стиле неоклассицизма. Профессор Школы изящных искусств в Париже.   

## Биография

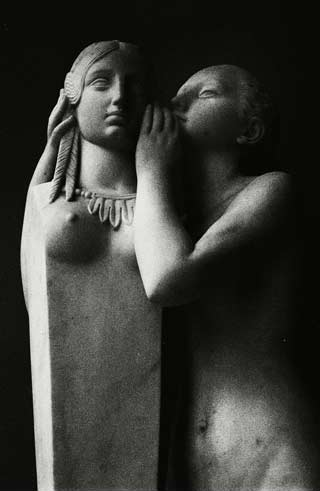
Секрет («Первая тайна, доверенная Венере»). Деталь. 1839. Мрамор. Лувр, Париж

Франсуа Жуффруа родился на улице Сен-Жан в Дижоне. Он был сыном пекаря Андре Жуффруа и Маргариты Форите. В 1817 году он поступил в Школу изящных искусств в Дижоне, где учился у Николя Бернье. Благодаря стипендии приехал в Париж, чтобы учиться у известного мастера Жюля Раме. В 1824 году он был принят в Школу изящных искусств в Париже.
В 1826 году Франсуа Жуффруа получил вторую, а в 1832-м — первую Римскую премию за скульптуру в гипсе «Капаней, сражённый под стенами Фив». В качестве пенсионера Французской академии в Риме он отправился в Италию, жил и работал на вилле Медичи, где в то время располагалась Французская академия.
Жуффруа дебютировал в Парижском салоне 1835 года с мраморной скульптурой «Молодой неаполитанский пастух, плачущий на гробнице». Он выставлял свои произведения в различных салонах, в том числе в 1839 году мраморную скульптуру «Первая тайна, доверенная Венере», которую считают его шедевром. Он создал множество бюстов; статуи для Луврского дворца («Знаменитые мужи»), зданий Оперы Гарнье, Дворца правосудия в Париже, Люксембургского дворца, а также несколько памятников в Дижоне и Осоне.
В 1857 году он был избран в члены Института Франции, с 1863 года вплоть до своей смерти был профессором скульптуры Школы изящных искусств.
Жуффруа получал множество официальных заказов от государства и департамента Сены. Среди его наиболее значительных работ: мраморная статуя Святого Бернара в церкви Святой Женевьевы в Париже, статуя Святого Иоанна в церкви Сен-Жерве-Сен-Проте в Париже, памятник Бернару Клервоскому в Дижоне, статуя Наполеона I в Осоне, статуя Святого Бернара на площади Наполеона III, «Проклятие Каина» (1838), статуэтка Ламартина, «Разочарование» (1840), «Весна» и «Осень» (1845), «Мечтание» (1848), несколько портретных бюстов, лавабо (чаша для святой воды) церкви Сен-Жермен-л'Оксерруа, барельеф «Христос и Двенадцать апостолов» на фасаде церкви Святого Августина в Париже, аллегорические фигуры «Наказания и Защиты» в здании суда и «Лирическая поэзия» на фасаде Оперы Гарнье.
В 1857 году Жуффруа был избран членом Академии изящных искусств, с 1863 года он был её президентом.
За участие в реставрации герцогского дворца в Невере Франсуа Жуффруа получил в июле 1858 года похвальную грамоту с представлением к званию офицера ордена Почётного легиона от префекта Ньевра.
Он умер в своём доме на улице Тур в Лавале. Он был женат на Элизабет Огюстине Марто. У них был только один сын: Ипполит Жан-Жозеф Жуффруа, родившийся около 1863 года. Франсуа Жуффруа похоронен на кладбище Вофлёри в Лавале..
В числе его известных учеников — Жозе Симойнш де Альмейда и Мариус Жан Антонин Мерсье.

## Галерея

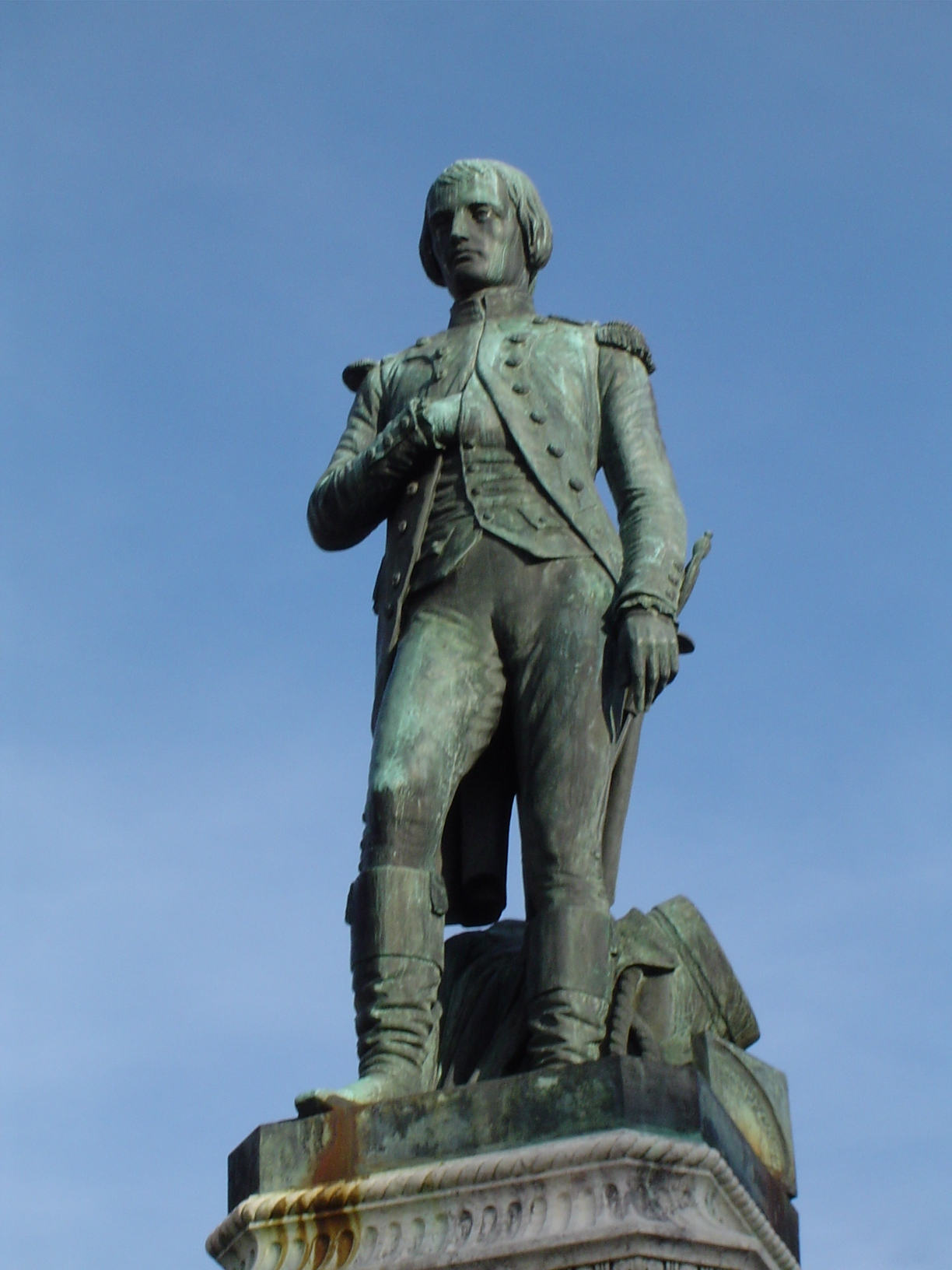
Лейтенант Наполеон Бонапарт. 1857. Памятник в Осоне
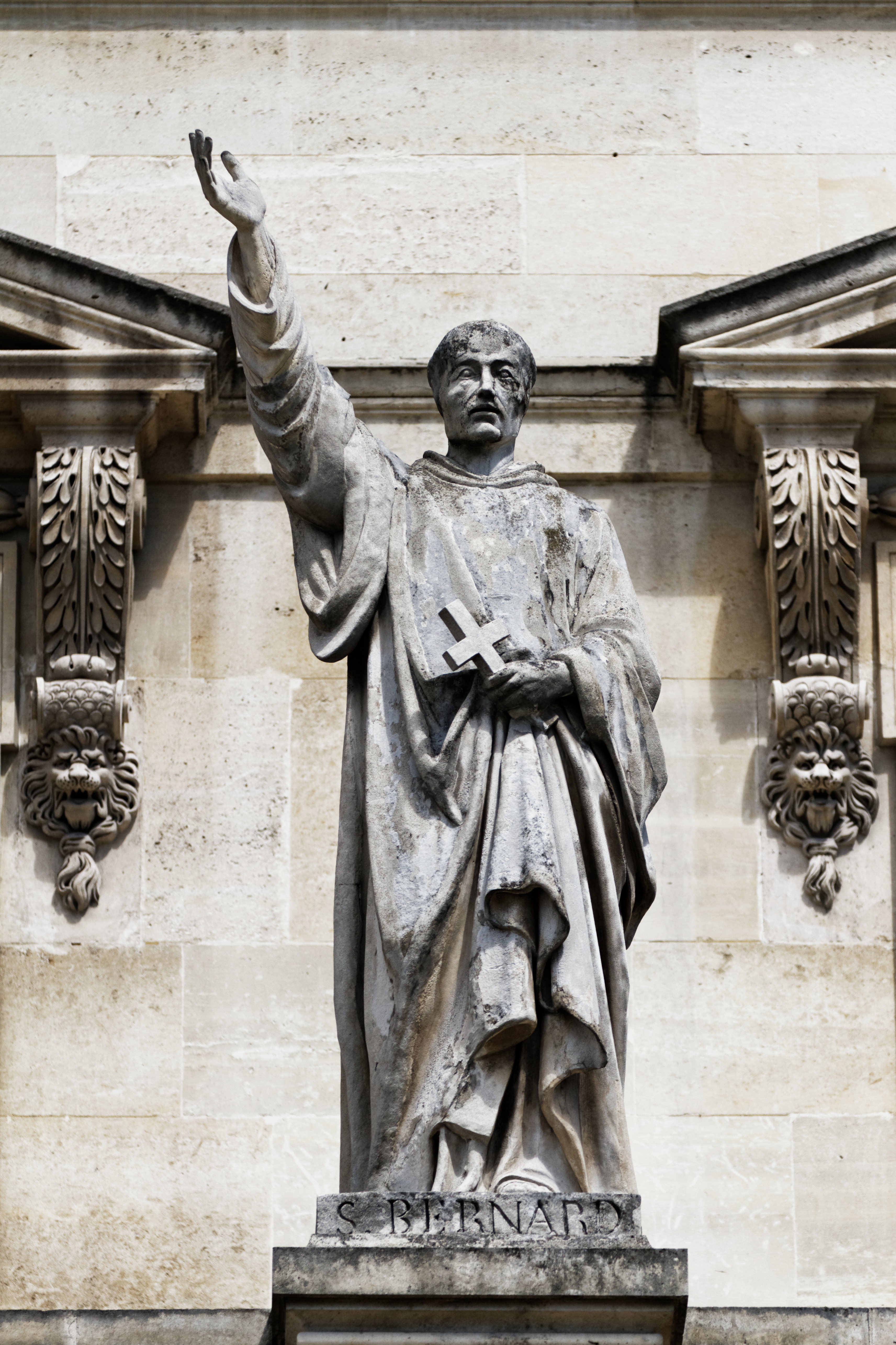
Святой Бернар Клервосский. Статуя на фасаде Луврского дворца
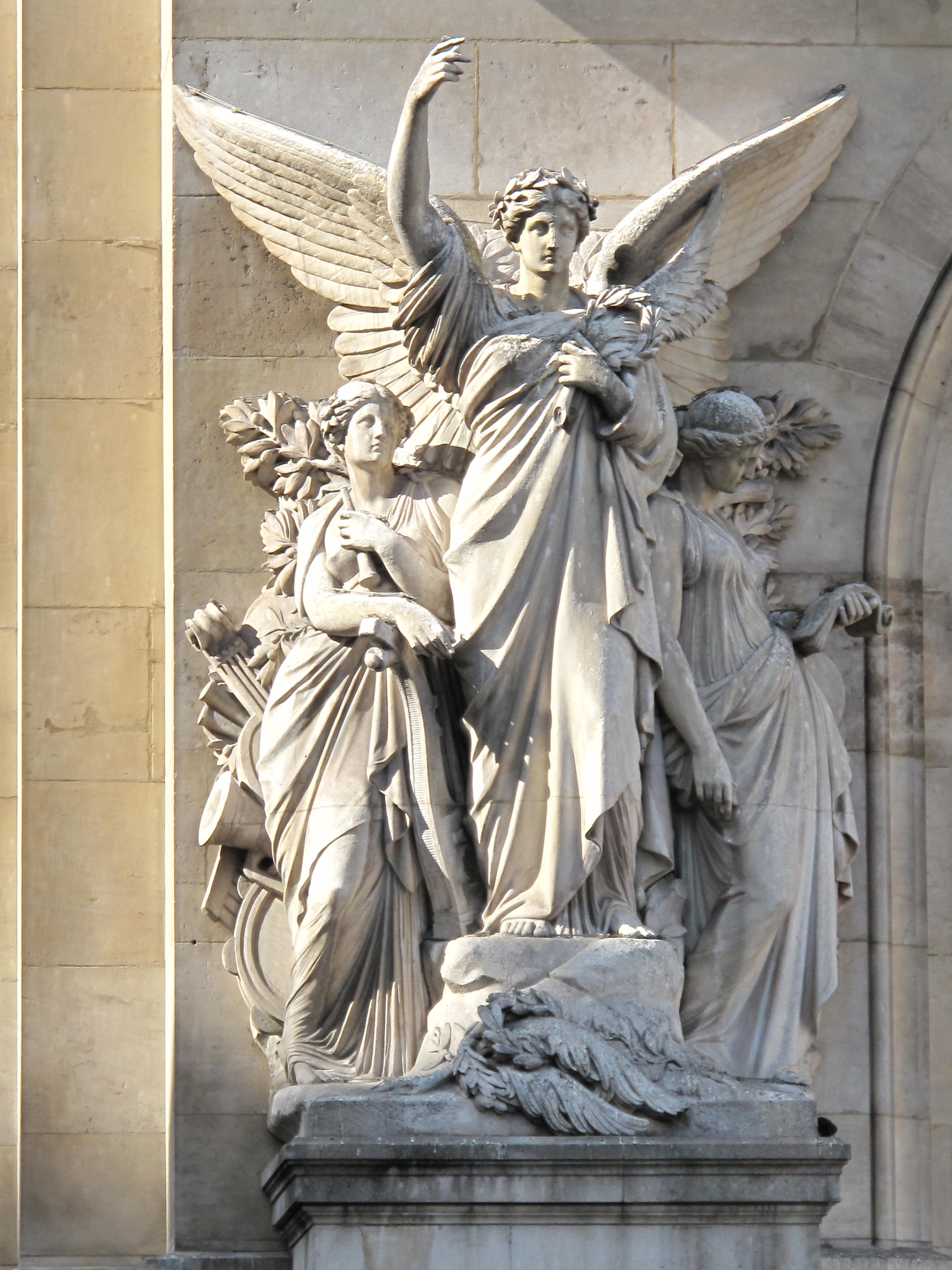
Поэзия. Скульптурная группа фасада Оперы Гарнье
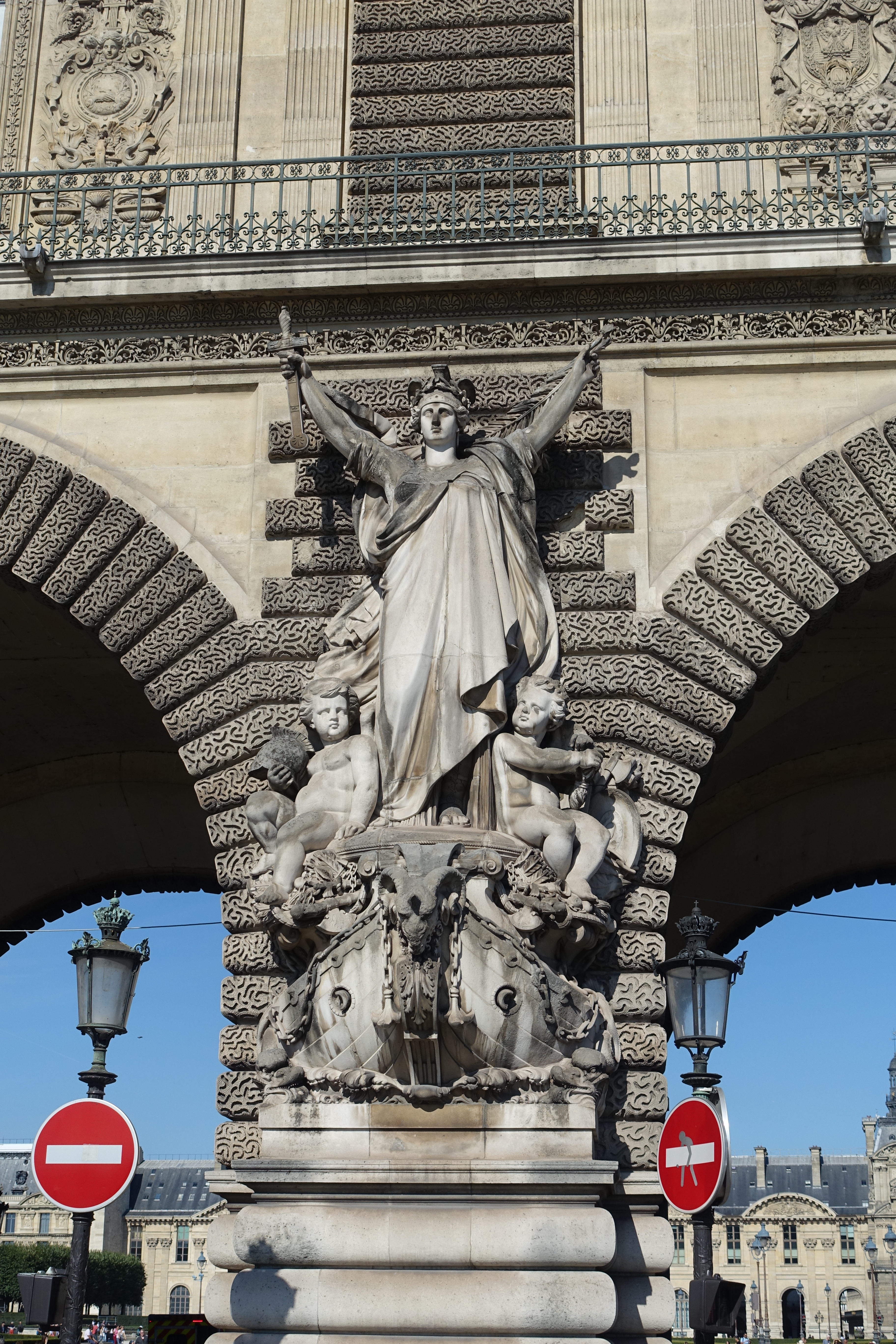
Аллегория военного флота. Арочный проезд Больших касс Лувра
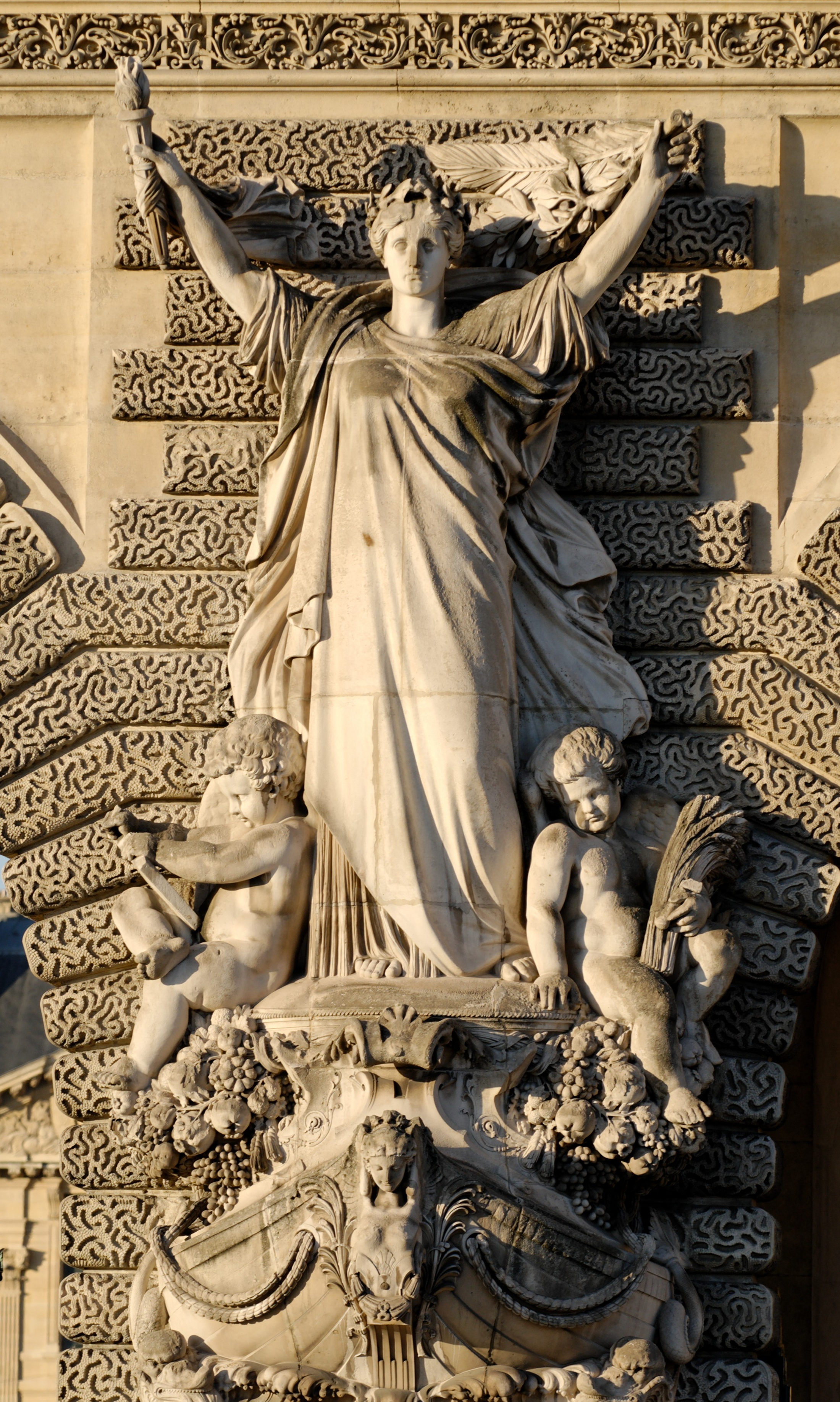
Аллегория торгового флота. Арочный проезд Больших касс Лувра
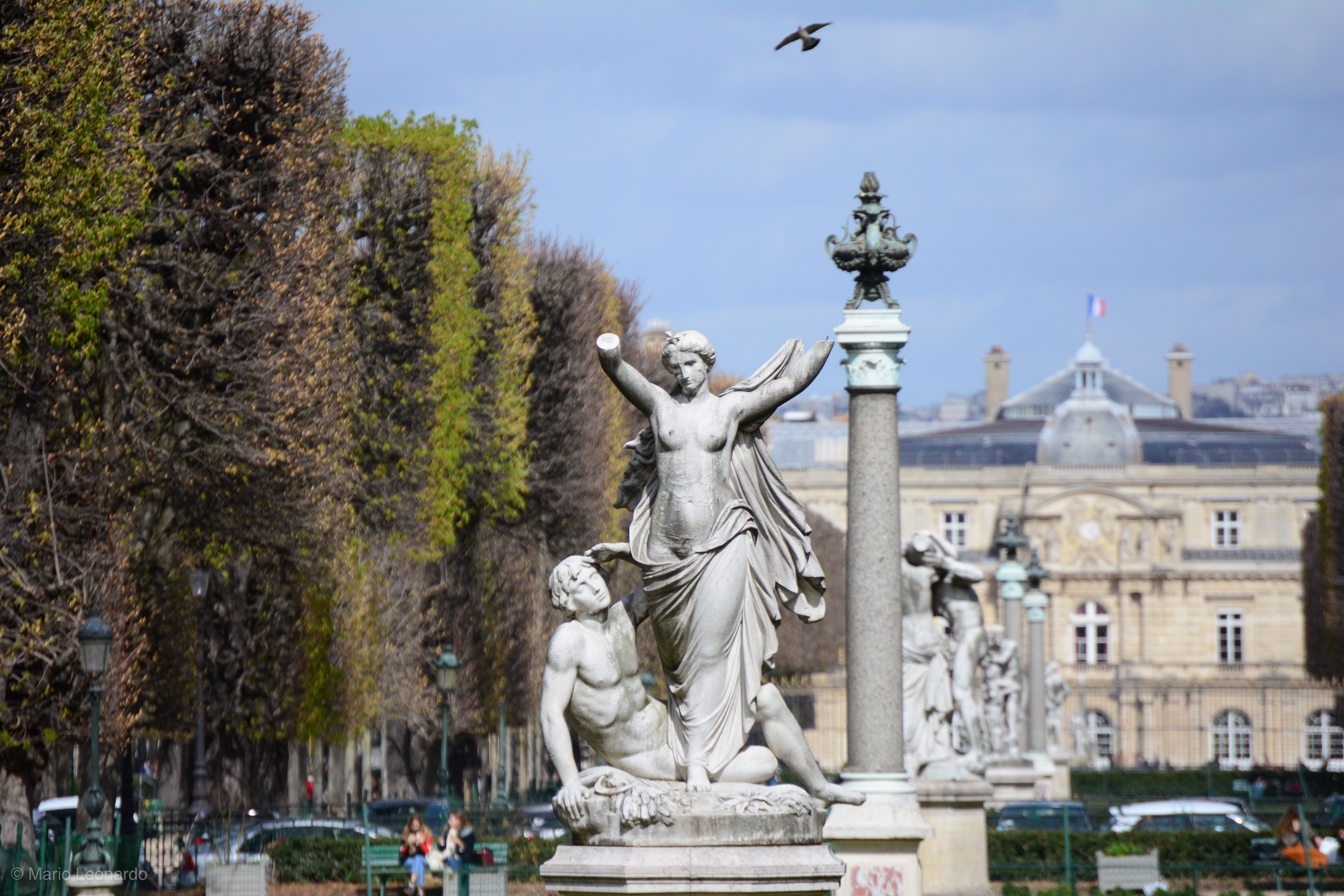
Аврора. Люксембургский сад, Париж
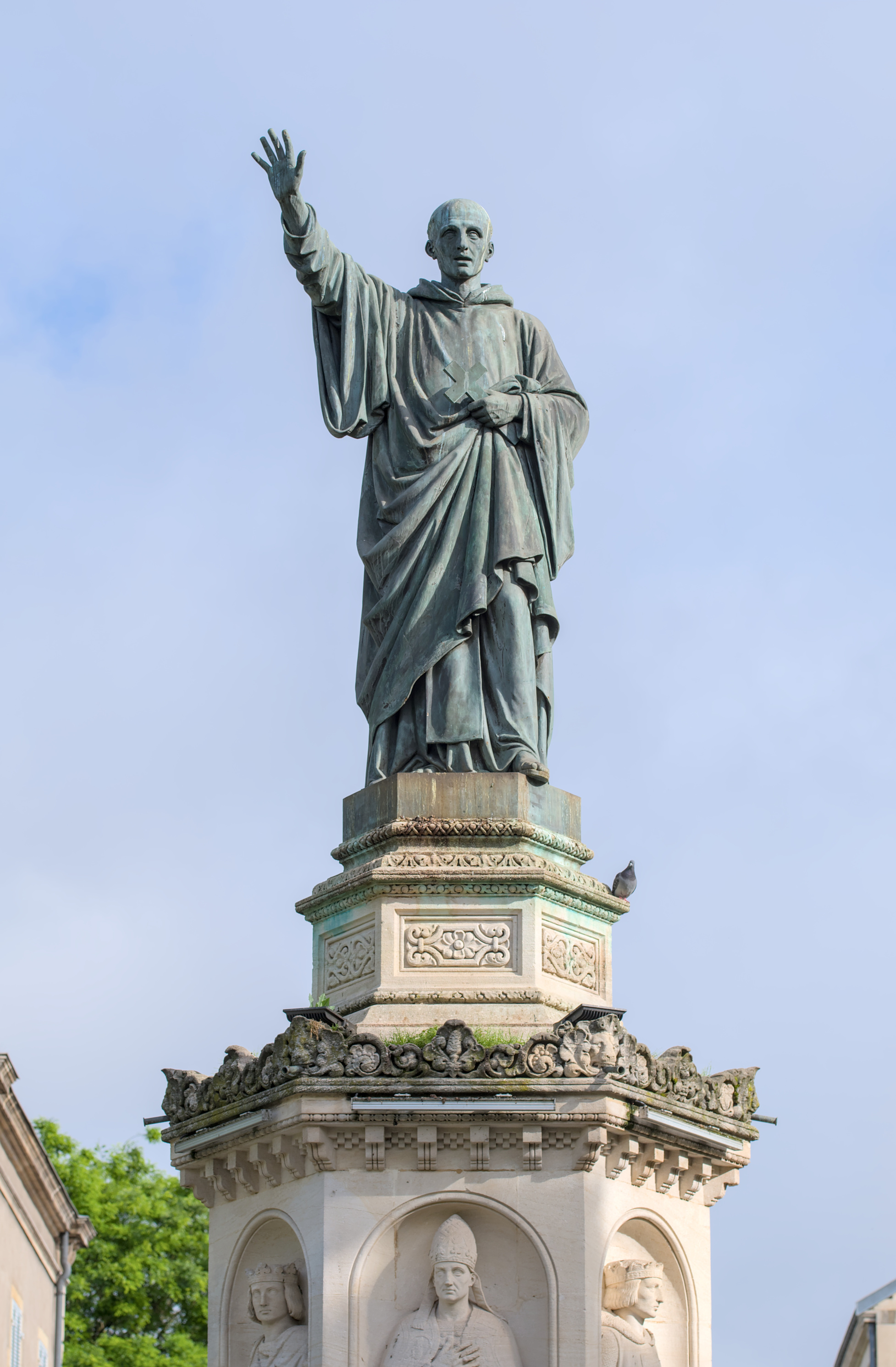
Статуя Бернара Клервосского, Дижон
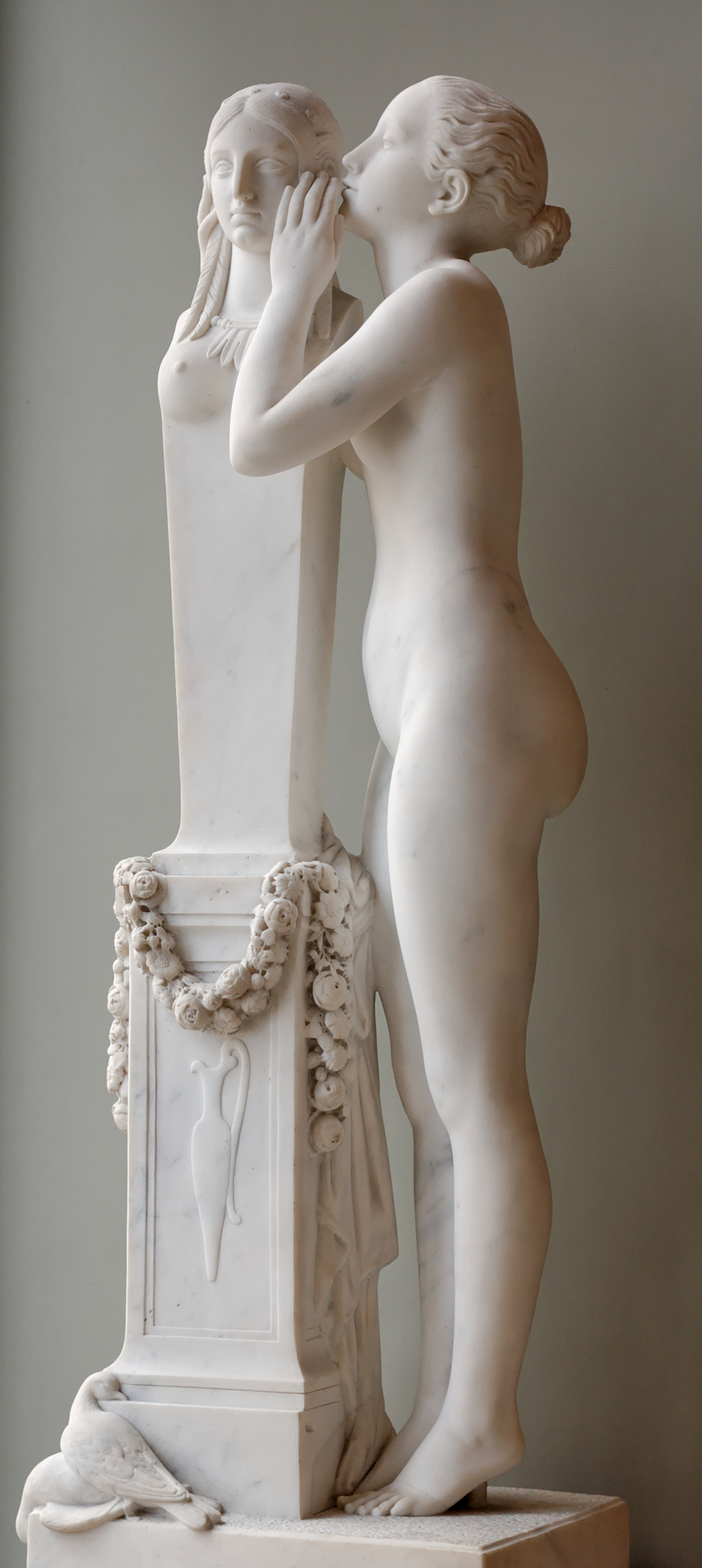
Секрет (Первая тайна, доверенная Венере). Лувр, Париж